# Ballena
Ballena è una comunità non incorporata (unincorporated community) nella Ballena Valley della contea di San Diego, in California.
Ballena si trova a est di Ramona e ad ovest di Santa Ysabel, all'incrocio tra la California State Route 78 e la Old Julian Highway.

## Storia
L'area di Ballena prende il nome dal vicino monte Whale, ubicato nella parte nord-occidentale dei monti Cuyamaca. Il nome in lingua ipai per la montagna era Epank, che significa "balena" (whale in inglese), e ballena è la traduzione in spagnolo.
La fondazione di Ballena risale al 1870, come punto di sosta e fermata per i carri merci, che forniva nuove squadre di cavalli e muli per le carovane che si dirigevano nei campi di Branson City, Coleman City, Eastwood e Julian per la corsa all'oro - e i porti di National City e San Diego.
Sam Warnock aprì un negozio e un ufficio postale nelle vicinanze. L'ufficio postale era attivo dal 27 luglio 1870 al 26 settembre 1894, quindi dal 12 agosto 1896 al 30 agosto 1902, quando venne trasferito a Witch Creek.